# Falconina andresi
Espèce
Falconina andresi est une espèce d'araignées aranéomorphes de la famille des Corinnidae.

## Distribution
Cette espèce est endémique du département de Meta en Colombie,. Elle se rencontre vers Puerto Gaitán. 

## Description
La femelle holotype mesure 5,798 mm.

## Systématique et taxinomie
Cette espèce a été décrite par García et Bonaldo en 2023.

## Étymologie
Cette espèce est nommée en l'honneur d'Andrés Felipe García Rincón (1988-2023). 

## Publication originale
- García & Bonaldo, 2023 : « Taxonomic revision of the soldier spider genus Falconina Brignoli, 1985 (Araneae: Corinnidae: Corinninae). » Zootaxa, no 5343(3), p. 201-242.